# Fenghuangopterus lii
Fenghuangopterus — рід птерозаврів, що існував на території сучасного Китаю у середній юрі (160 млн років тому). Типовий вид Fenghuangopterus lii був описаний і названий Лю Цзюньчаном та ін. у 2010 році. Відомий за єдиним відносно повним, хоча і сильно подрібненим, викопним скелетом, голотипом CYGB-0037, знайденим у формації Тяоцзішань провінції Ляонін, віком близько 160 мільйонів років. Fenghuangopterus є членом підродини Scaphognathinae, яка раніше була відома лише з пізньої юри та включає близьких родичів Scaphognathus, Sordes і Harpactognathus.

## Історія досліджень
Скам'янілості птерозавра виявлені у відкладеннях формації Тяодзішань у провінції Ляонін на сході Китаю. Зразок складається з часткового, значною мірою перев'язаного скелета з черепом і нижньою щелепою, яка сильно сплощена. Кінці хвоста і крил відсутні.

## Назва
Родова назва Fenghuangopterus посилається на гору Фенхуаншань — місце паломництва буддистів у регіоні знахідки, і поєднується з латинізованим класичним грецьким pteron — «крило». Видова назва lii дана на честь колекціонера Лі Сюмея, який зробив зразок доступним для науки.

## Спосіб життя
Скафогнатинів розглядають як мисливців на рибу та дрібних безхребетних у внутрішніх водах. Скам'янілість так само була знайдена в озерних відкладеннях.